# 光州5・18
『光州5・18』（こうしゅうごてんいちはち、原題：화려한휴가〈華麗なる休暇〉、英題：May 18）は、2007年公開の韓国映画。キム・ジフン監督作品。
総製作費100億ウォン。観客動員数730万人、韓国映画興行成績ランキング34位（2019年時点）。

## 概要
1980年5月に韓国で起こった”光州事件”は全斗煥の軍事政権と民主化ムードが高鳴る光州の民衆の対立から起こり、10日間に及ぶ衝突で民主化を要求する学生・市民に多数の死傷者を出した。光州民主化運動当時、軍の鎭圧で死んだ罪のない光州市民たちを顧みようという意図で製作され、事実に即し描かれている。
韓国での題名である「華麗なる休暇」は、光州事件当時の戒厳軍の非公式作戦名に由来する。

## ストーリー
平凡なタクシー運転手ミヌは、高校生である弟ジヌと平和に暮らしていたが、ある日、全南大学のデモ隊と戒厳軍として動員された空挺部隊の衝突に巻き込まれる。級友がデモ隊に間違われて死亡した事を知ったジヌら高校生も、デモ隊に合流する。全南大学のデモが次第に光州市民対軍という戦いへと発展する。

## キャスト
| 役名         | 俳優             | 日本語吹替 |
| ------------ | ---------------- | ---------- |
| パク・フンス | アン・ソンギ     | 長克巳     |
| カン・ミヌ   | キム・サンギョン | 森川智之   |
| パク・シネ   | イ・ヨウォン     | 小林さやか |
| カン・ジヌ   | イ・ジュンギ     | 石田彰     |
| インボン     | パク・チョルミン | 巻島直樹   |
| ヨンデ       | パク・ウォンサン | 佐藤美一   |
| 神父         | ソン・ジェホ     |            |
| 高校教師     | ソン・ビョンホ   |            |
| 老母         | ナ・ムニ         |            |
| 医師         | チョン・インギ   |            |
| 中佐         | イ・オル         |            |

## スタッフ
- 監督：キム・ジフン
- 製作総指揮：ミキ・リー
- 製作：イ・スナム / パク・チャンヒョン
- 原案：パク・サンヨン
- 脚本：ナ・ヒョン
- 撮影監督：イ・スナム
- 撮影：イ・デュマン
- 編集：ハム・ソンウォン
- 音楽：キム・ソンヒョン
- イメージソング：工藤慎太郎

## DVD
- 『光州5・18』品番：DABA-0588（2008年12月05日発売）（日本語）